# فرودگاه لوکی‌چوگیو

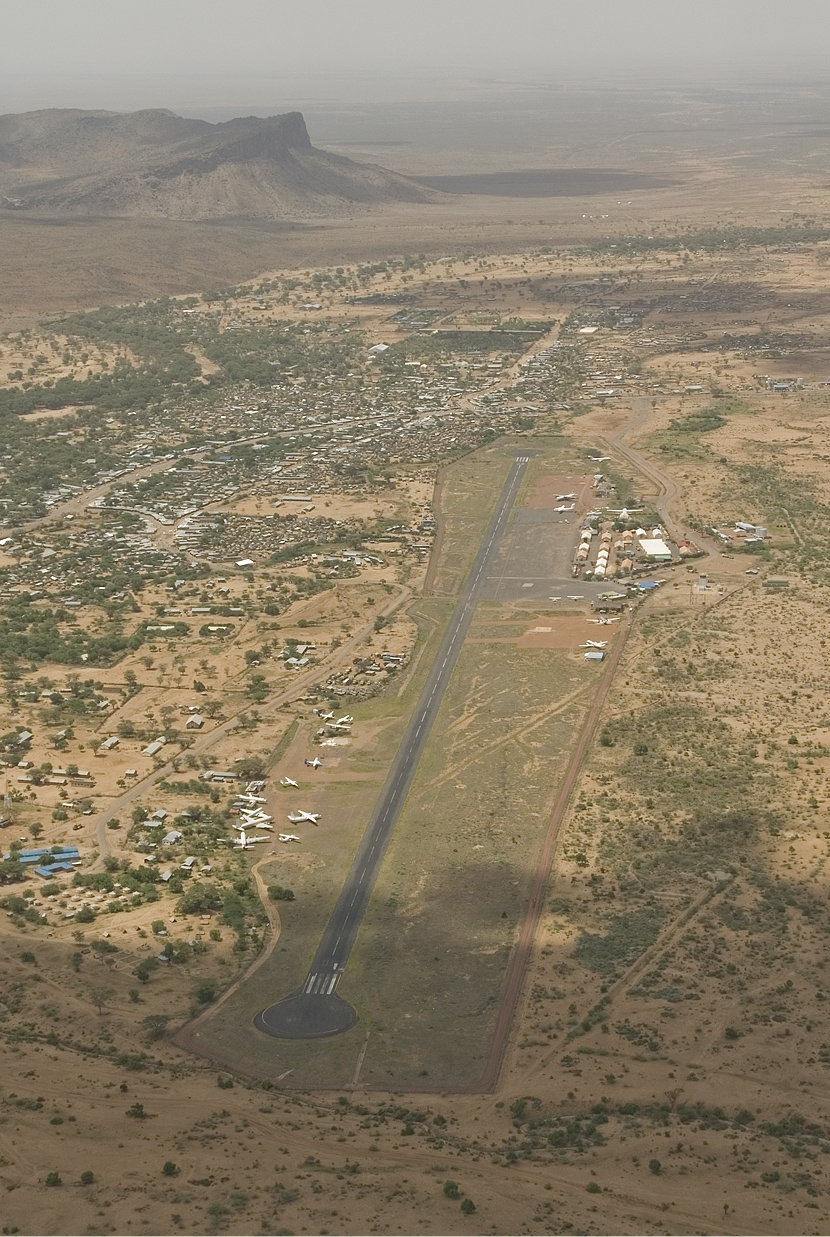
فرودگاه لوکی چوگیو

فرودگاه لوکی‌چوگیو (به انگلیسی: Lokichogio Airport) یک فرودگاه همگانی، غیرنظامی با کد یاتا LKG است که یک باند فرود آسفالت دارد و طول باند آن ۱۸۸۸ متر است. این فرودگاه در کشور کنیا قرار دارد و در ارتفاع ۶۴۵ متری از سطح دریا واقع شده‌است.

## شرکت‌های هواپیمایی و مقصدهای پروازی
| شرکت‌های هواپیمایی | مقصدهای پروازی |
| ----------------- | -------------- |
| ایر لیبیا         | بنینه          |
| هواپیمایی لیبی    | بنینه، طرابلس  |